# Leucophora rufitibia
Leucophora rufitibia är en tvåvingeart som först beskrevs av Stein 1918.  Leucophora rufitibia ingår i släktet Leucophora och familjen blomsterflugor.
Artens utbredningsområde är Peru. Inga underarter finns listade i Catalogue of Life.